# Arnoldo Cantani
Arnoldo Cantani, född 1837 i Böhmen, död 1893, var en italiensk läkare.
Cantani blev medicine doktor i Prag 1860, kallades 1864 till extra ordinarie professor i farmakologi och toxikologi i Pavia samt 1867 till överläkare vid Ospedale maggiore i Milano. Året därpå utnämndes han till professor i medicinsk klinik i Neapel. Han viktigaste arbeten behandlar ämnesomsättningssjukdomar, särskilt sockersjukan. Han gjorde sig stora förtjänster om den dåtida läkekonstens införande i Italien. Cantanis huvudverk är Patologia e terapia del ricambio materiale (två band, 1875-83).